# カラフルデイズ
「カラフルデイズ」は、2014年1月22日にワーナーミュージック・ジャパンより発売されたLinQの8枚目、メジャー3作目のシングル。

## 概要
前作の「HANABI!!」から約5ヶ月半ぶりのリリース。2013年11月2日の天神ベストホールLinQ通常公演にて当シングルがリリースされることが発表された。 そして、11月23日に福岡国際会議場メインホールで行われた「LinQ ちかっぱ全国ツアー2013〜新たな挑戦の始まり〜」のライブにおいて、タイトル曲の「カラフルデイズ」とカップリング曲、全3曲が初披露された。

## コール＆レスポンス
当シングルのメインである「カラフルデイズ」をはじめ、初回A盤カップリングであるQty曲「Chocolate Kiss」、初回B盤カップリングであるLady曲「No Lady, No Life」にはそれぞれ、イベントや劇場での公演でのコール＆レスポンスがある。

### カラフルデイズのコールについて
カラフルデイズは、本曲開始03分04秒から入るラップ部分で、合計8回出てくる「いいじゃない」というフレーズを一緒にコールする。
しかし、本タイトルシングルの発売後間もなく、LinQのメジャー1stアルバム「AWAKE」にてカラフルデイズのNewRemixバージョンである“カラフルデイズ（HAKATA Track）”が発表され、コールもリニューアルされた。

### カラフルデイズ - HAKATA Track -（album:AWAKEに収録）
CD音源にも収録されている基本構成は、本曲開始03分00秒から入るラップ部分で、各1小節の3拍目4拍目で合計7回出てくる「よかよか」というフレーズを一緒にコールする。
そして、この基本構成に加え、CD音源の歌詞としては収録されていない部分として、本曲開始2分57秒（間奏2小節後：ラップ部分2小節前）で、「繋がるLinQの輪！（wa!）,oh〜,Let's Go!!」というメンバーのコールに合わせて「（wa!）,oh〜,Let's Go!!」の部分を一緒にレスポンスする。

### Chocolate Kissのコールについて
Chocolate Kissは、間奏〜Cメロからサビに繋がる本曲開始3分19秒からの「Chu Chu Chu」というメンバーのコールに追いかけるように「Chu Chu Chu」とレスポンスする（4set）。

### No Lady, No Lifeのコールについて
No Lady, No Lifeは、各サビ（1サビ:1分35秒〜 , 2サビ:2分20秒〜 , lastサビ:3分39秒)で、4節中の1小節2拍目にメンバーの振り付けに合わせて、手を振り上げて「Fu-!」とコールする。

## 収録曲

### 初回限定盤A
- CD

1. カラフルデイズ
（作詞：安田尊行 , 作曲・編曲：YASUSHI WATANABE）
  - 全国30局ネット『徳井と後藤と麗しのSHELLYが今夜くらべてみました』エンディングテーマ
2. Chocolate Kiss
（作詞：小西裕子 , 作曲：MIKOTO）
3. カラフルデイズ -Instrumental-
4. Chocolate Kiss -Instrumental-

- DVD

1. カラフルデイズ Music Video
2. カラフルデイズ Music Video Making Movie

### 初回限定盤B
- CD

1. カラフルデイズ
2. No Lady, No Life
3. カラフルデイズ -Instrumental-
4. No Lady, No Life -Instrumental-

- DVD

1. LinQ Lady Super Live Tour 2013 at Shibuya VUENOS

### 初回限定盤C
- CD

1. カラフルデイズ
2. カラフルデイズ -Instrumental-

### 通常盤
- CD

1. カラフルデイズ
2. Chocolate Kiss
3. No Lady, No Life
4. レモンティー（performanced by SRAM from LinQ）

### 天神盤
- CD

1. カラフルデイズ
2. Chocolate Kiss
3. No Lady, No Life
4. カラフルデイズ〜SHiNTA PLANET version〜

※天神盤は天神ベストホールのみでの販売。